# Old Man's War-serie
De Old Man's War-serie is een populaire serie sciencefiction-verhalen, van de hand van de Amerikaanse auteur John Scalzi. De serie begint als pure militaire sciencefiction, maar richt zich gaandeweg steeds meer op de politiek.

## Fictionele wereld
De serie speelt een aanmerkelijke tijd vanaf nu in de toekomst: de mensheid heeft vele andere planeten gekoloniseerd, maar blijkt niet de enige intelligente soort die dat doet.

### Politieke situatie
De politieke situatie is complex. De mensheid is verdeeld in de aarde enerzijds, en de koloniën anderzijds. De politiek op de aarde is vergelijkbaar met die van nu, maar alle koloniën samen worden geregeerd door één organisatie (Colonial Union). Hoe die precies georganiseerd is blijft vrij vaag. Wel levert deze mondjesmaat nieuwe technologie aan de aarde en krijgt van de aarde een stroom kolonisten, uit arme landen, en rekruten voor de strijdkrachten, uit de rijke landen; deze laatste zijn 75 jaar oud (vandaar Old Man's War).
De andere soorten intelligente wezens die ook planeten koloniseren willen graag hetzelfde type planeten als de mens. Er wordt regelmatig oorlog gevoerd om planeten, en daarbij worden vaak verbonden gesloten, of juist geprobeerd andere partijen tegen elkaar op te zetten.
Opvallend kenmerk van de serie is dat één andere soort intelligente wezens technologisch zo ver gevorderd is dat geen vergelijking mogelijk is. Deze soort is zelf niet agressief bezig met veroveren maar treedt af en toe op in diverse conflicten, gebaseerd op onnavolgbare geloofsovertuigingen. Op grond van deze zelfde geloofsovertuigingen heeft deze soort ook een diersoort zo veranderd dat deze niet alleen intelligent geworden is maar ook religieus 'zuiver': wat dit betekent begrijpen de leden van de zo gecreëerde intelligente soort zelf niet, en dit verwart hen aanmerkelijk.

### Technologie
Ruimteschepen kunnen van planeet naar planeet reizen met een sneller-dan-licht aandrijving (skip drive). Daarbij wordt gesprongen van punt naar punt, waarbij het ontvangende punt in een parallele werkelijkheid ligt die echter niet merkbaar verschilt van de werkelijkheid van waaruit vertrokken is. Een nadere uitleg gaat het bevattingsvermogen van de personen in het verhaal te boven. Ruimteschepen landen niet op planeten, maar koppelen aan ruimtestations. 
Militair wordt er zeer veel technologie gebruikt. Deze is voortdurend in ontwikkeling, al wordt deze meer 'geleend' van andere soorten, dan zelf bedacht. Meest opvallend is dat de 75-jarige rekruten die de aarde levert een geheel nieuw en (militair gezien) sterk verbeterd lichaam krijgen. Dit bevat een ingebouwde computer en maakt gebruik van nanotechnologie.
De technologie op aarde zelf is niet veel veranderd, en voor veel van de doorsnee kolonisten is er nauwelijks technologie. De langst gevestigde koloniën hebben wel een aanmerkelijk gevorderd technologisch niveau.

## Titels
De serie bevat zes romans:
- Old Man's War (2005)
- The Ghost Brigades (2006)
- The Last Colony (2007)
- Zoe's Tale (2008)
- The Human Division (2013)
- The End of All Things (2015)

Daarnaast worden enkele korte verhalen tot de serie gerekend. De boeken zijn uitgeven door Tor Books, in zowel hardcover als paperback. Er zijn ook digitale en luisterboek versies.

## Geschiedenis
De auteur heeft zich laten inspireren door Heinlein's Starship Troopers.
Sommige van de romans zijn, voorafgaand aan de boekpublicatie, ook in andere vorm verschenen. 

## Algemene karakteristieken
De zes romans zijn los van elkaar te lezen, maar passen wel in één doorlopende verhaallijn, in de zin dat er een duidelijke en samenhangende ontwikkeling plaatsvindt. Daarbij is het wel zo dat er aanmerkelijke sprongen zijn; het ene boek gaat niet naadloos verder waar het vorige ophield. Opvallend is dat het derde en vierde boek dezelfde gebeurtenissen betreffen, maar dan elk verteld door een ander persoon. 
De afzonderlijke verhalen worden verteld vanuit één gezichtspunt per verhaal. Het eerste, derde, vierde en zesde boek worden verteld in de eerste persoon, het tweede en vijfde in de derde persoon. De eerste vijf boeken worden helemaal vanuit hetzelfde gezichtspunt verteld. Het zesde boek is geen continue verhaal maar bestaat uit een aantal deelverhalen, verteld door verschillende personen. 
De serie leest heel vlot, luchtig geschreven, met vaak een licht cynische ondertoon, en steeds weer een verrassende wending. Eventuele technische uitleg beperkt zich tot wat het ene personage aan het andere personage kan uitleggen. Aanvankelijk ligt de focus op het militaire gebeuren, waarbij de actie allerlei nieuwe militaire mogelijkheden belicht die het gevolg zijn van de technologische verbeteringen. Gaande de serie wordt de politiek steeds belangrijker: de politieke complicaties worden stap voor stap verder blootgelegd. 

## Verder
De serie werd heel goed ontvangen en drie van de zes romans waren finalisten voor een Hugo Award. Er zijn diverse plannen gemaakt voor films (Paramount Pictures, Netflix) en voor een televisieserie (Syfy).